# Rambo: Last Blood
Pour les articles homonymes, voir Rambo.
Série Rambo
John Rambo
(2008)
Pour plus de détails, voir Fiche technique et Distribution.
Rambo: Last Blood ou Rambo : La Dernière Mission au Québec est un film d'action américain réalisé par Adrian Grunberg, sorti en 2019.
Il s'agit du cinquième et dernier opus de la série de films mettant en scène le personnage de l'ancien soldat et béret vert John Rambo, créé par David Morrell dans son roman Rambo (1972).
Onze ans après les évènements survenus en Birmanie, John Rambo vit dans l'ancien ranch de son père à Bowie, dans le comté de Cochise en Arizona. Il gère les lieux avec Maria Beltran, une vieille amie, et Gabrielle, la petite-fille de Maria. Pensant y rencontrer son père biologique, Gabrielle se rend au Mexique mais elle est kidnappée par un cartel de la drogue mexicain. Rambo tente alors de la sauver.

## Synopsis
Lors d'un orage diluvien, seul John Rambo, vétéran du Vietnam et auxiliaire bénévole des forces de secours, parvient à pénétrer dans une forêt pour aider les promeneurs égarés. Il ramène une jeune femme au péril de sa vie, mais ne peut sauver un couple. Le sentiment de culpabilité suscite une fois de plus en lui le traumatisme de ses souffrances passées.
Rambo vit dans son ranch familial avec Maria, une vieille amie, et la petite-fille de celle-ci, Gabrielle, orpheline de mère et abandonnée par son père. Gabrielle s'apprête à entrer à l'université. Rambo, lui, creuse des tunnels afin de se préparer, le cas échéant, à protéger ceux qui lui sont chers.
Gabrielle apprend par une amie partie au Mexique l'endroit où son père s'est installé. À l'insu de sa grand-mère et de Rambo qui la considèrent trop jeune pour ce voyage, elle s'y rend en voiture. Son père, installé avec une autre femme, lui déclare qu'il ne s'intéressait tout simplement plus à elle ni à sa mère, et qu'il ne souhaite plus la voir.
Déprimée, Gabrielle se laisse entraîner par son amie dans une boîte de nuit, où elle est droguée et enlevée par des hommes de main d'un cartel de la drogue. Battue, elle est désormais une prostituée considérée comme un simple objet.
Dès le lendemain, constatant son absence, Rambo vient au Mexique, retrouve l'amie de Gabrielle, comprend que celle-ci l'a vendue et la force à lui désigner l'un des hommes de main du cartel dans la boîte de nuit. Il blesse grièvement celui-ci dans le parking et le force à l'emmener au repaire des gangsters. Trop peu discret, il est vite environné d'un grand nombre de truands, qui le battent et le laissent presque pour mort en inscrivant une balafre sur son visage.
Rambo est recueilli par Carmen Delgado, une journaliste qui enquête secrètement sur le cartel depuis que celui-ci a enlevé et tué sa propre sœur. Rétabli au bout de quelques jours, et désormais mieux préparé grâce à l'aide de Carmen, il retrouve Gabrielle dans une maison close, elle aussi balafrée. Il l'emmène dans sa voiture, mais, trop faible, à cause de la drogue en grande dose dans son sang, et de la maltraitance, elle meurt pendant le trajet.
Dès lors Rambo prépare sa vengeance. Après avoir enterré la jeune fille et fait partir Maria qui n'a plus de raison de rester dans le ranch, il prépare celui-ci à soutenir un assaut en y dissimulant des armes et de nombreux pièges. Il repart au Mexique, massacre une partie du cartel en laissant une photographie de Gabrielle à côté du cadavre décapité de l'un de ses chefs, plus précisément le frère du chef du gang, et revient chez lui.
Comme il l'a prévu, le chef et les autres truands arrivent rapidement chez lui. Un combat de grande dimension s'engage dans un hangar et se poursuit dans le tunnel. Les truands sont abattus les uns après les autres. Leur chef est finalement immobilisé de quatre flèches lancées par Rambo, qui, ainsi qu'il le lui avait promis, lui transperce la poitrine pour arracher son cœur. Rambo, blessé, s'assied alors sur son rocking chair jurant de continuer à se battre.
Le générique de fin reprend des images de l'ensemble des cinq films de la série. Les dernières images de ce générique montrent notre héros à cheval, de dos et toujours blessé, chevauchant vers le lointain à l'instar de certains westerns.

## Fiche technique
Sauf indication contraire, les informations mentionnées dans cette section peuvent être confirmées par les bases de données cinématographiques IMDb et Allociné,  présentes dans la section « Liens externes ».
- Titre original et français : Rambo: Last Blood
- Titre québécois : Rambo : La Dernière Mission
- Réalisation : Adrian Grunberg
- Scénario : Matt Cirulnick et Sylvester Stallone, d'après une histoire de Dan Gordon et Sylvester Stallone et d'après le personnage créé par David Morrell
- Musique : Brian Tyler
  - Orchestration : Robert Elhai, Rossano Galante, Dana Niu et Jeff Toyne
  - Montage musical : Kyle Clausen et Seth Glennie-Smith
- Direction artistique : Kes Bonnet, Edou Hydallgo et David Temprano
- Décors : Franco-Giacomo Carbone, Valentina Mladenova
- Costumes : Cristina Sopeña
- Maquillage : Daniela Avramova, Nataly Ivanova, Desislava Manasieva, Ralitsa Roth
- Coiffure : Daniela Avramova, Tiptalee Chanaputtakun, Natali Ivanova
- Photographie : Brendan Galvin
- Son : Kris Casavant, Robert Fernandez, Gord Hillier, Ivaylo Natzev, Ivan Nikolov
- Montage : Carsten Kurpanek et Todd E. Miller
- Production : Avi Lerner, Yariv Lerner, Anthony Muir, Peter Possne, Kevin King Templeton, Les Weldon et Sean Wheelan
  - Production exécutive : Valentin Dimitrov, Peter Mechkoff et Elena Melamed
  - Production déléguée : Louis Arriola, Christa Campbell, Allen Dam, Boaz Davidson, Claiton Fernandes, Vladimir Fernandes, Andrey Georgiev, Jeffrey Greenstein, Lati Grobman, Jeff Gum, Rong Liu, Balan Melarkode, Euzebio Munhoz Jr., Matthew O'Toole, Trevor Short, Jiewen Tam, Robert Van Norden, Ariel Vromen, Jonathan Yunger et Qun Zhang
  - Coproduction : Anthony Muir, Peter Possne et Sean Wheelan
  - Coproduction déléguée : Samuel Hadida †, Victor Hadida, Elijah Long, Damaine Radcliff et Lonnie Ramati
- Sociétés de production[2] :
  - États-Unis : Balboa Productions, Millennium Media et Templeton Media, présenté par Lions Gate Films, en association avec Campbell Grobman Films et Gum Media Partners, produit avec l'aide de Santa Cruz Media
  - Hong Kong : Dadi Film Company
  - France : Davis-Films
  - Bulgarie : produit avec l'aide de Nu Boyana Film Studios
  - Espagne : produit avec l'aide de Tenerife Film Commission
  - Suède : produit avec l'aide de Film i Väst et Filmgate Films
  - Portugal : produit avec l'aide de Visit Portugal et Picture Portugal
- Sociétés de distribution : Lions Gate Films (États-Unis) ; Parkway Management (Hong Kong) ; Metropolitan Filmexport (France) ; Tandem Films (Bulgarie) ; Vértice Cine (Espagne) ; Noble Entertainment (Suède) ; NOS Lusomundo Audiovisuais (Portugal)[3] ; VVS Films (Canada) ; Kinepolis Film Distribution (Belgique) ; Ascot Elite Entertainment Group (Suisse)
- Budget : 50 millions de $[4]
- Pays de production :  États-Unis[5],[6],[N 1]
- Langues originales : anglais, espagnol
- Format : couleur - 35 mm - 2,39:1 (CinemaScope) — son Dolby Atmos
- Genre : action, policier, thriller
- Durée : 89 minutes ; 101 minutes (Version internationale hors États-Unis, Royaume-Uni et Canada)[7]
- Dates de sortie[8] :
  - Hong Kong : 19 septembre 2019
  - États-Unis, Québec, Bulgarie, Suède : 20 septembre 2019[9]
  - Belgique : 24 septembre 2019[8] ; 25 septembre 2019[10]
  - France, Suisse romande : 25 septembre 2019[11]
  - Espagne : 27 septembre 2019
- Classification :
  - États-Unis : interdit aux moins de 17 ans (R – Restricted)[N 2]
  - Hong Kong : les personnes de moins de 18 ans ne sont pas autorisées à louer, acheter ou regarder ce film dans une salle de cinéma (III - Catégorie Trois)
  - France : interdit aux moins de 12 ans avec avertissement[12],[N 3]
  - Bulgarie : Interdit aux personnes de moins de 16 ans  (Classification D) [13]
  - Espagne : interdit aux moins de 18 ans[14]
  - Suède : Interdit aux moins de 15 ans (15+: These Films have No Approved Rating and No One Under 15 is not allowed to see these films.)[15]
  - Portugal : 16 ans et plus (M/16 - Para maiores de 16 anos )[16]
  - Belgique : potentiellement préjudiciable jusqu'à 12 ans (Mogelijk schadelijk voor kinderen onder de 12 jaar)[10],[N 4]
  - Suisse romande : interdit aux moins de 16 ans[17]
  - Québec : 13 ans et plus (violence) (13+ / 13 years and over)[9]

## Distribution
- Sylvester Stallone (VF : Alain Dorval ; VQ : Pierre Chagnon) : John Rambo
- Adriana Barraza (VF : Colette Nucci ; VQ : Marie-Andrée Corneille) : Maria Beltran
- Paz Vega (VF : Rosa Ruiz ; VQ : Nathalie Coupal) : Carmen Delgado
- Yvette Monreal (VF : Daniela Labbé-Cabrera ; VQ : Maude Hébert) : Gabrielle
- Sergio Peris-Mencheta (VF : Diego Asencio ; VQ : Louis-Philippe Dandenault) : Hugo Martinez
- Óscar Jaenada (VQ : Gilbert Lachance) : Victor Martinez
- Fenessa Pineda (en) (VF : Ethel Houbiers ; VQ : Éveline Gélinas) : Gizelle
- Louis Mandylor : le shérif
- Marco de la O (VF : Enrique Carballido) : Manuel
- Nick Wittman (nl) : Jimmy
- Sheila Shah : Alejandra
- Diana Bermudez : Juanita
- Atanas Srebrev (de) : American Merc
- Aaron Cohen : le capitaine de police
- Joaquín Cosio : Don Manuel
- Manuel Uriza : Sergio
- Owen Davis : un sauveteur
- Rick Zingale : Don Miguel

Source et légende: Version française (VF) sur AlloDoublage Version québécoise (VQ) sur Doublage Québec

## Production

### Genèse et développement
Le quatrième film de la saga John Rambo sort aux États-Unis en janvier 2008. Un mois plus tard, Sylvester Stallone explique qu'un cinquième film dépend du succès de John Rambo. Il révèle qu'il voudrait par ailleurs faire un film qui serait « un peu différent ». En mars 2008, il annonce avoir écrit en partie Rambo 5 qui ne sera pas un film de guerre. Il révèle que le film pourrait se tourner en Bulgarie pour y « recréer » l’État natal de John Rambo, l'Arizona,,.
En août 2009, la société de production Millennium Films donne son accord pour le film, avec Sylvester Stallone comme scénariste, réalisateur et acteur principal. À cette époque, l'intrigue voit Rambo qui affronte des trafiquants d'êtres humains et de drogue pour sauver une jeune fille à la frontière entre les États-Unis et le Mexique. En septembre 2009, Sylvester Stallone révèle le titre du film : Rambo V: The Savage Hunt. Le film serait alors une libre adaptation du roman Hunter de James Byron Huggins (en) et verrait John Rambo à la tête d'une équipe d’élite de forces spéciales chargée de traquer et tuer une créature génétiquement modifiée,. Cependant, en novembre 2009, l'intrigue est à nouveau modifiée : Rambo se rend au Mexique pour sauver une fille kidnappée.
En mai 2010, Sylvester Stallone déclare dans une interview à Empire : « Je suis très satisfait de John Rambo. Je ne pense pas qu'il y en aura un autre. J'en suis même sûr à 99 %. J'allais effectivement faire un autre volet, mais comme Rocky Balboa, le personnage a finalement bouclé la boucle ». Cependant, lors du festival de Cannes 2010, Millennium Films et Nu Image communiquent autour d'un éventuel Rambo V avec notamment des posters.
En 2011, Sean Hood est chargé d'écrire un nouveau scénario, intitulé Rambo: Last Stand, qu'il décrit lui-même comme étant un thriller dans la veine du premier film, Rambo (1982). En 2012, Sean Hood annonce que le film se fera lorsque Sylvester Stallone aura fini de tourner Expendables 2 : Unité spéciale. Le scénariste évoque par ailleurs des similitudes avec Impitoyable (1992) de Clint Eastwood avec notamment l'idée de « passage de flambeau ». En août 2013, il est annoncé qu'Entertainment One et Nu Image développent une série télévisée avec Sylvester Stallone.
En juin 2014, la société de production allemande Splendid Films confirme avoir acquis les droits pour faire un cinquième film avec Sylvester Stallone. Le communiqué de presse annonce alors un film dans la lignée de No Country for Old Men (2007) de Joel et Ethan Coen. En septembre 2014, le titre Rambo: Last Blood est annoncé, alors que Sylvester Stallone est confirmé comme réalisateur. Un tournage est prévu en Louisiane pour l'automne 2014, avant d'être annulé sans raison.
En 2015, dans une interview, Sylvester Stallone évoque les possibilités que le prochain Rambo soit un reboot. Il imagine alors que Ryan Gosling serait le meilleur choix pour lui succéder. En janvier 2016, Sylvester Stallone, alors âgé de 69 ans, déclare dans Variety : « Le cœur est prêt à le faire, mais le corps dit : “Reste à la maison !” C'est comme les combattants qui reviennent sur le ring pour un dernier round et qui se font tabasser. Il faut laisser la place à quelqu'un d'autre. » Il évoque ainsi le projet d'une série télévisée, Rambo: New Blood, qui aurait dû être centrée sur le fils de John Rambo.
Alors qu'un reboot par Ariel Vromen était évoqué en octobre 2016, des affiches promotionnelles de Rambo V sont aperçues au marché du film du festival de Cannes 2018. Il est alors annoncé que le tournage aura lieu en septembre 2018, notamment en Bulgarie et dans les îles Canaries (en Tenerife). Sylvester Stallone confirme qu'il a écrit le script avec Matt Cirulnick mais laisse à penser qu'il ne réalisera pas le film. Il annonce par ailleurs une sortie pour l'automne 2019.
En août 2018, Adrian Grunberg est annoncé comme réalisateur. La première bande-annonce doit paraître lors du Festival de Cannes 2019.

### Attribution des rôles
En septembre 2018, Adriana Barraza rejoint la distribution dans le rôle de Maria. Elle est rejointe un mois plus tard par Paz Vega, Yvette Monreal et Sergio Peris-Mencheta. Le rôle de Hugo Martinez était pour l’acteur de La casa de papel Pedro Alonso,.

### Tournage
Le tournage débute le 2 octobre 2018 en Bulgarie,. Le 5 décembre 2018, Sylvester Stallone annonce la fin du tournage.

## Bande originale
Bandes originales de Rambo
John Rambo
(2008)
1. Rambo: Last Blood - 2:55
2. The Ranch - 3:12
3. Dusk - 2:36
4. Unmistakable - 3:17
5. Sorrow - 2:07
6. Vengeance Eternal - 2:31
7. Homeward Bound - 3:20
8. Fatalism - 3:11
9. Destination - 3:35
10. John and Gabrielle - 5:01
11. Rescue at Night - 4:25
12. Concussed - 3:27
13. Blood and Fire - 4:02
14. Outnumbered - 6:05
15. Love Unconditional - 3:12
16. U-Turn - 2:35
17. Because of You - 3:49
18. They Will Come Back - 2:02
19. We Will Find Him - 5:17
20. The Tunnels - 1:02
21. Higher Aspirations - 1:41
22. Preparing for War - 3:01
23. Sunset - 2:30

## Accueil

### Accueil critique
Le film reçoit des critiques plutôt négatives de la part de la presse américaine. Sur l'agrégateur américain Rotten Tomatoes, il récolte 27 % d'opinions favorables pour 159 critiques et une note moyenne de 3,99⁄10. Sur Metacritic, il obtient une note moyenne de 26⁄100 pour 31 critiques.
Certains journalistes apprécient cependant le film. Dans le Los Angeles Times, Kenneth Turan note le film 3⁄4 et complimente l'intrigue du film.
Peter Debruge donne un avis négatif dans Variety et pointe du doigt les contradictions du personnage principal. Witney Seibold du site IGN donne au film une note de 4,5⁄10 et déplore qu'un « personnage initialement connu comme un symbole des ravages de la guerre soit désormais connu comme une arme-machine humaine qu'on ne peut tuer ».
Le script de Sylvester Stallone et Matthew Cirulnick est l'élément le plus critiqué. Katie Walsh du Chicago Tribune le décrit comme « paresseux », alors que William Bibbiani de Bloody Disgusting le trouve « simpliste ».
Certains journalistes pointent par ailleurs du doigt les stéréotypes sur les Hispaniques et Latino-américains et sur la violence et le crime au Mexique. Certains l'accusent de propager certaines idées de la présidence de Donald Trump,,,,. Peter Bradshaw de The Guardian écrit que le film va dans le même sens que les fantaisies de Donald Trump sur les kidnappeurs mexicains et sur l'insécurité autour de la frontière entre les États-Unis et le Mexique. Witney Seibold du site IGN s'insurge car « en 2019, ces stéréotypes sont agressifs et datés et très irresponsables ».
David Morrell, auteur du roman original Rambo, critique ouvertement le film sur Twitter, le décrivant comme « un gâchis » et ajoutant qu'il trouve « embarrassant d'avoir [son] nom associé à ça ». Il ajoute plus tard dans une interview pour Newsweek : « Au lieu d’être éloquent, ce nouveau film manque d’une âme. Je me sens comme un moins-que-rien après l’avoir vu. Il est typique des films ultra-violents des années 70 de type grindhouse. Les décors ont l’air d’être bon marché. La réalisation est gênante,. »
En France, le film est également mal accueilli par la presse, obtenant une moyenne de 2.1⁄5 sur le site AlloCiné, sur la base de 25 critiques collectées.
Le Figaro trouve que le film est « râpeux, dur, linéaire, le cinquième volet de la saga réalisé par Adrian Grunberg est un petit film d’action simple mais diablement émouvant ».
Le Nouvel Observateur n'a pas du tout apprécié et déclare : « En plus de flatter les bas instincts d’un public qui a déjà Trump pour s’en charger, le film est une infâme bouillie filmique, pas même digne d’un direct-to-video. »
Ce film est interdit dans certains pays parce qu'il évoque la drogue et présente des scènes de cruauté envers des femmes.

### Box-office
| Pays ou région    | Box-office      | Date d'arrêt du box-office | Nombre de semaines |
| ----------------- | --------------- | -------------------------- | ------------------ |
| États-Unis Canada | 44 819 352 $    | 21 novembre 2019           | 16                 |
| France            | 602 578 entrées | 19 novembre 2019           | 9                  |
| Total mondial     | 91 490 353 $    | 28 novembre 2019           | 17                 |

## Distinctions
Source : Internet Movie Database et Allociné

### Récompenses
- National Film and Television Awards 2019 :
  - Prix nationaux du cinéma et de la télévision du meilleur film d'action
  - Prix nationaux du cinéma et de la télévision de la meilleure actrice dans un second rôle pour Yvette Monreal

### Nominations
- National Film and Television Awards 2019 : meilleur acteur pour Sylvester Stallone
- Hawaii Film Critics Society 2020 : pire film de l'année

## Version alternative
Lionsgate a sorti deux montages différents de Rambo: Last Blood, qui varient d’un pays à l’autre. Aux États-Unis, au Royaume-Uni et au Canada, le film dure 89 minutes. En Australie, en France, au Mexique, en Suède, au Brésil et en Finlande notamment, il dure 101 minutes. Cette dernière version contient plusieurs scènes supprimées du montage d'origine et une autre ouverture qui dure environ dix minutes :
« Il commence sous une pluie torrentielle en plein sauvetage, 3 randonneurs portés disparus risquent de se faire prendre dans une inondation. La police dit qu'elle doit arrêter les recherches car cela devient trop dangereux et demander où se trouve le volontaire à cheval. On nous présente ensuite Rambo dans les bois à la recherche des randonneurs, il trouve une fille morte, puis plus bas, il trouve les deux autres, il essaie de les faire sortir, mais un gars ne partira pas sans sa femme. Rambo lui dit qu'elle est morte mais il s'enfuit, les eaux de crue commencent à couler et Rambo se lie avec la fille à un rocher pendant que la première vague d'eau les recouvre. Il retourne ensuite à la base avec la fille et voit le gars qui est parti en train de charger son sac mortuaire dans une ambulance qui déclenche son trouble de stress post-traumatique, la fille le remercie et Rambo rentre chez lui et s'entretient avec la vieille dame vivant dans la maison à propos de son retour et de la façon dont son père s'asseyait à l'extérieur dans le fauteuil à bascule. Il se rend ensuite dans les tunnels clairement contrarié par les événements et met un CD (The Doors)… quand il a des flashbacks de stress post-traumatique dans les tunnels, il est entrecoupé avec le randonneur décédé. ».
Après cette ouverture alternative, le film coupe sur Rambo dans son ranch, comme il commence dans certains pays d’Amérique du Nord.